# حصن بلقليص (حجر الصيعر)

تعديل مصدري - تعديل

حصن بلقليص هي إحدى قرى عزلة حجر الصيعر بمديرية حجر الصيعر التابعة لمحافظة حضرموت، بلغ تعداد سكانها 23 نسمة حسب تعداد اليمن لعام 2004.